# Caryandoides
Caryandoides is een geslacht van rechtvleugeligen uit de familie veldsprinkhanen (Acrididae). De wetenschappelijke naam van dit geslacht is voor het eerst geldig gepubliceerd in 2007 door Zheng & Xie.

## Soorten
Het geslacht Caryandoides  is monotypisch en omvat slechts de volgende soort:
- Caryandoides hunanica (Liu & Li, 1995)